# Pammana poolsaar
Pammana poolsaar (betyder Pammanaudden, äldre svenska och tyska Pammerort) är ön Ösels norra udde i Estland.   Den ligger i Leisi kommun i landskapet Saaremaa (Ösel), 160 km sydväst om huvudstaden Tallinn. 
På udden ligger tre byar, i väster Murika, i norr Pammana och i öster färjeläget Soela. Runt Pammana poolsaar är det mycket glesbefolkat, med 6 invånare per kvadratkilometer. Närmaste större samhälle är Leisi, 6 km sydost om Pammana poolsaar. Uddens yttersta spets kallas Pammana nina. Utanför udden ligger Sölasund (estniska: Soela väin) som skiljer Ösel i söder från Dagö i norr och Moonsund (Väinameri) i öster från Östersjön i väster. Strax utanför Pammana poolsaar och i Sölasund ligger öarna Pihlalaid och Pakulaid.